# Blonska
Blonska (ucraniano: Блонське) es una localidad del Raión de Ivanivka en el óblast de Odesa del sur de Ucrania. Según el censo de 2001, tenía una población de 165 habitantes.